# Électron libre (album)
Pour les articles homonymes, voir Électron libre.
Albums de Nâdiya
La Source
(2007) Odyssée
(2019)
Singles
1. Tired of Being Sorry
Sortie : 2008
2. No Future in the Past
Sortie : 2008
3. J'irai jusque-là
Sortie : 2009
4. Miss You
Sortie : 2009

Électron libre est le cinquième album studio de la chanteuse française Nâdiya, sorti le 5 décembre 2008. 
L'album est très différent des autres albums de la chanteuse car le son est plus posé et plus féminin que ce qu'on pouvait entendre auparavant. Il contient des duos étonnants tel que Tired of Being Sorry (Laisse le destin l'emporter) avec le chanteur hispano-américain Enrique Iglesias et No Future in the Past en duo avec l'ex-membre des Destiny's Child Kelly Rowland. L'album contient 13 chansons dont les paroles sont composées pratiquement toutes par Nâdiya ; il contient aussi un DVD où figure un documentaire sur la réalisation de l'album et notamment un clip inédit À mon père en duo avec le chanteur kabyle Idir. Malheureusement pour la chanteuse, le succès n'est pas au rendez-vous car l'album ne s'est vendu qu'à 35 000 exemplaires.

## Titres
| No  | Titre                                                                                  | Auteur                                            | Durée |
| --- | -------------------------------------------------------------------------------------- | ------------------------------------------------- | ----- |
| 1.  | J'irai jusque-là                                                                       | Nâdiya, Géraldine Delacoux, Gilles Luka           | 3:24  |
| 2.  | Voler tes rêves (featuring Stephen Simmons)                                            | Nâdiya, Géraldine Delacoux, Stephen Simmons       | 4:06  |
| 3.  | Tired of Being Sorry (Laisse le destin l'emporter) (Enrique Iglesias featuring Nâdiya) | Scott Thomas, Géraldine Delacoux, Nâdiya          | 4:35  |
| 4.  | No Future in the Past (featuring Kelly Rowland)                                        | Laura Mayne                                       | 3:27  |
| 5.  | Miss You (featuring Enrique Iglesias)                                                  | Géraldine Delacoux, Nâdiya, Scott Thomas          | 4:03  |
| 6.  | Orpheline de l'amour                                                                   | Nâdiya, Géraldine Delacoux, Scott Thomas          | 3:58  |
| 7.  | Ma résilience                                                                          | Nâdiya, Géraldine Delacoux, Mack, Tysper, Grizzly | 3:46  |
| 8.  | À mon père (en duo avec Idir, Version Acoustique)                                      | Nâdiya, Géraldine Delacoux, René De Wael          | 3:31  |
| 9.  | Il suffit d'un mot                                                                     | Nâdiya, Géraldine Delacoux, Gilles Luka           | 2:56  |
| 10. | La Lettre                                                                              | Nâdiya, Géraldine Delacoux, Gilles Luka           | 3:28  |
| 11. | Mon kiss à oxygène                                                                     | Nâdiya, Géraldine Delacoux, Scott Thomas          | 3:43  |
| 12. | Jamais                                                                                 | Nâdiya, Géraldine Delacoux                        | 3:09  |
| 13. | Solitaire                                                                              | Nâdiya                                            | 0:57  |

## Singles Extraits
- Tired of Being Sorry (2008)
- No Future in the Past (2008)
- J'irai jusque-là (2009)
- Miss You (2009) (radio uniquement)